# Anna Deręgowska-Libicka

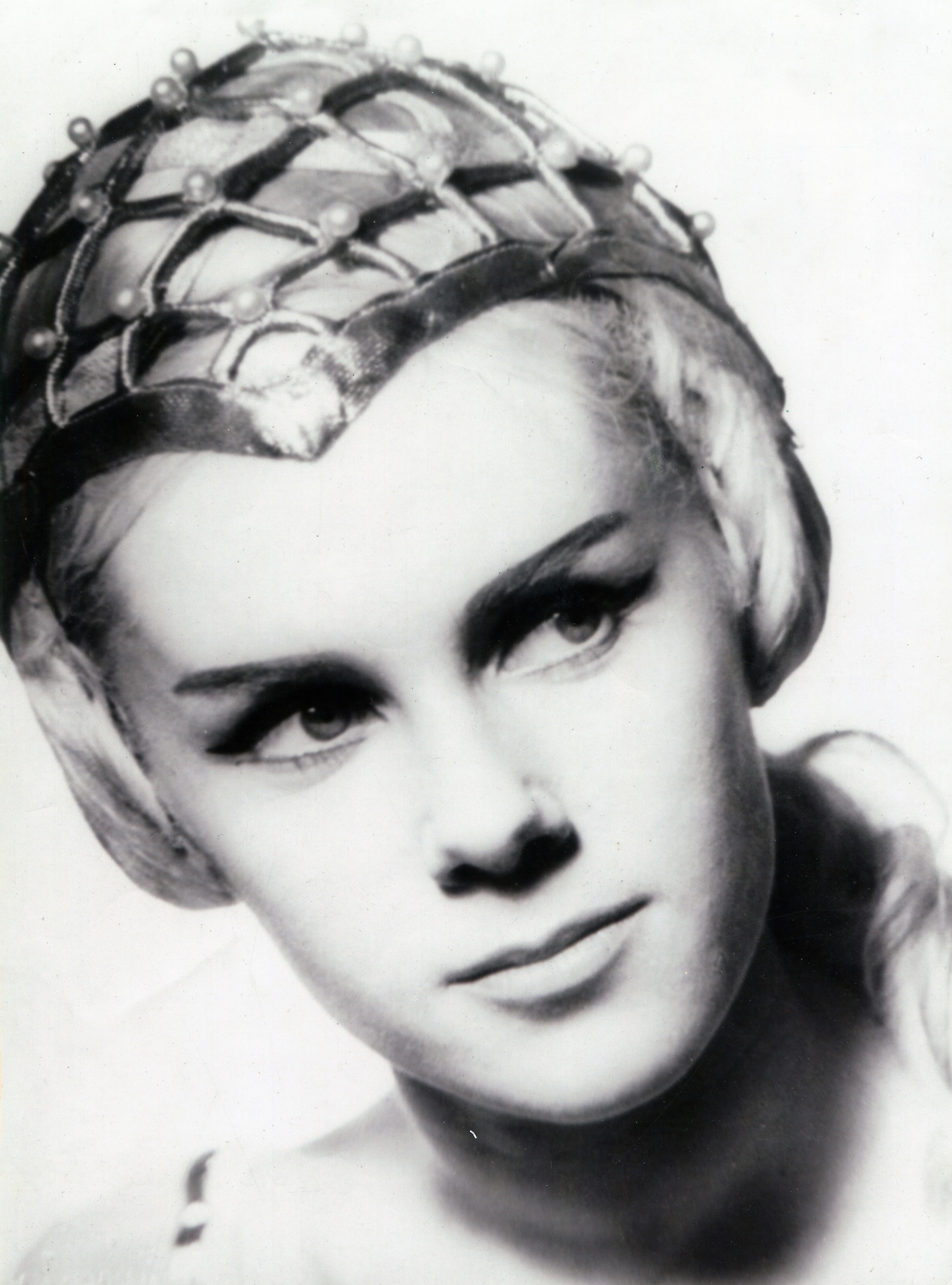
Anna Deręgowska jako Julia w balecie „Romeo i Julia”, 1963 rok

Anna Deręgowska-Libicka (ur. 26 kwietnia 1941 w Poznaniu) – polska tancerka, pierwsza solistka baletu Opery Poznańskiej. 

## Życiorys
Żona Marcina Libickiego, matka: Jana Filipa Libickiego, Piotra Libickiego, Anny Libickiej i Pii Libickiej-Regulskiej. Córka Kazimierza Deręgowskiego (ur. 1899) i Janiny Deręgowskiej z Wolskich (ur. 1905). Ojciec z zawodu był technologiem pierzastwa, a po 1945 roku dyrektorem fabryki pierza i puchu w Swarzędzu. Natomiast matka była absolwentką szkoły gospodarczej dla panien w Pniewach założonej przez matkę Urszulę Ledóchowską. 
W 1960 roku ukończyła Państwową Średnią Szkołę Baletową w Poznaniu i rozpoczęła pracę w Operze Poznańskiej. Najpierw jako solistka, a od 1967 roku jako pierwsza solistka baletu Opery. Była wychowanką Olgi Sławskiej-Lipczyńskiej, założycielki poznańskiej szkoły baletowej, obecnie patronki szkoły. W latach 60. XX wieku jako solistka opery poznańskiej odbyła tournée po Włoszech i Francji. W 1970 roku wzięła ślub z Marcinem Libickim. W 1972 roku zrezygnowała z kariery i zajęła się wychowywaniem dzieci oraz prowadzeniem domu.
O jej występach wypowiadano się:
„Borkowski postąpił słusznie powierzając Annie Deręgowakiej rolę Julii. Młodziutka tancerka, która przed paru laty ukończyła poznańską szkołę baletową, posiada dobre opanowane techniki klasycznej, doskonale wyrobione en dehors i mocne pointy. Jest przy tym tak autentycznie dziewczęca, tak nieśmiała i skromna, że postać Julii, szczególnie w pierwszych odsłonach, ma w niej doskonałą interpretatorkę. Zresztą i w ramach narastającego dramatu Deręgowska pozostaje szczera i wzruszająca.” – Tacjanna Wysocka, Dzieje Baletu, Warszawa 1970
„Partnerka ma obecnie dopiero dwadzieścia lat i jak twierdzą znawcy, zapowiada się doskonale.” – Roman Leszczyński, Panorama, Tygodnik Śląski 1962

## Ważniejsze partie
- Giselle – „Giselle”, A. Adam[1]

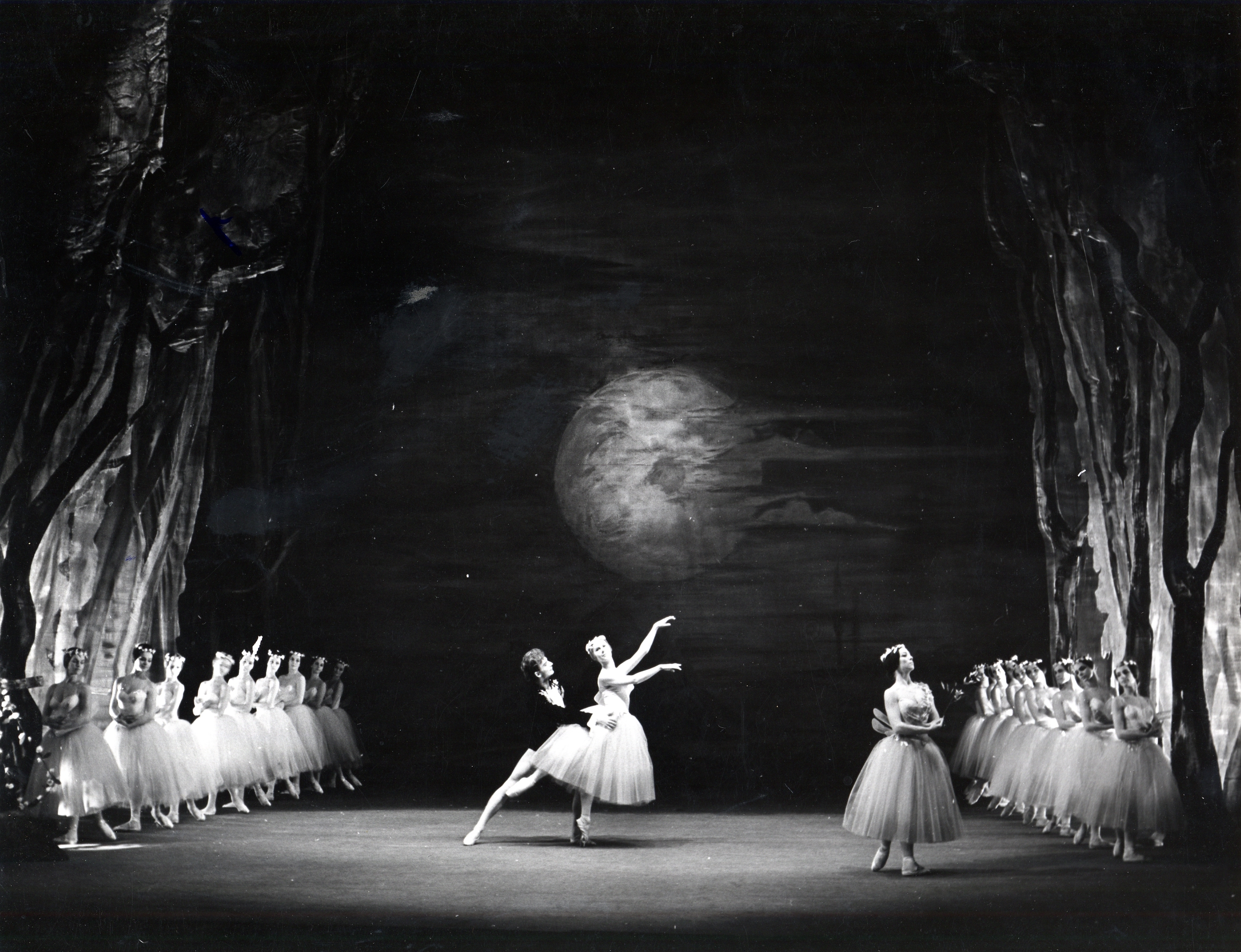
Anna Deręgowska jako Giselle oraz Przemysław Śliwa jako Albert w balecie „Giselle”, 1967 rok

- Anna Deręgowska jako Giselle oraz Przemysław Śliwa jako Albert w balecie „Giselle”, 1967 rokOdylia – „Jezioro Łabędzie”, P. I. Czajkowski[8]
- Desdemona – „Improwizacje do Szekspira”, C. Drzewiecki[9]
- Pas de quatre, rola Grahn – „Rusłan i Ludmiła”, M. Glinka[10]
- Panna Młoda (Hanusia) – „Porwanie”, T. Kiesewetter[10]
- „Tempus Jazz 67”, J. Milian[11]

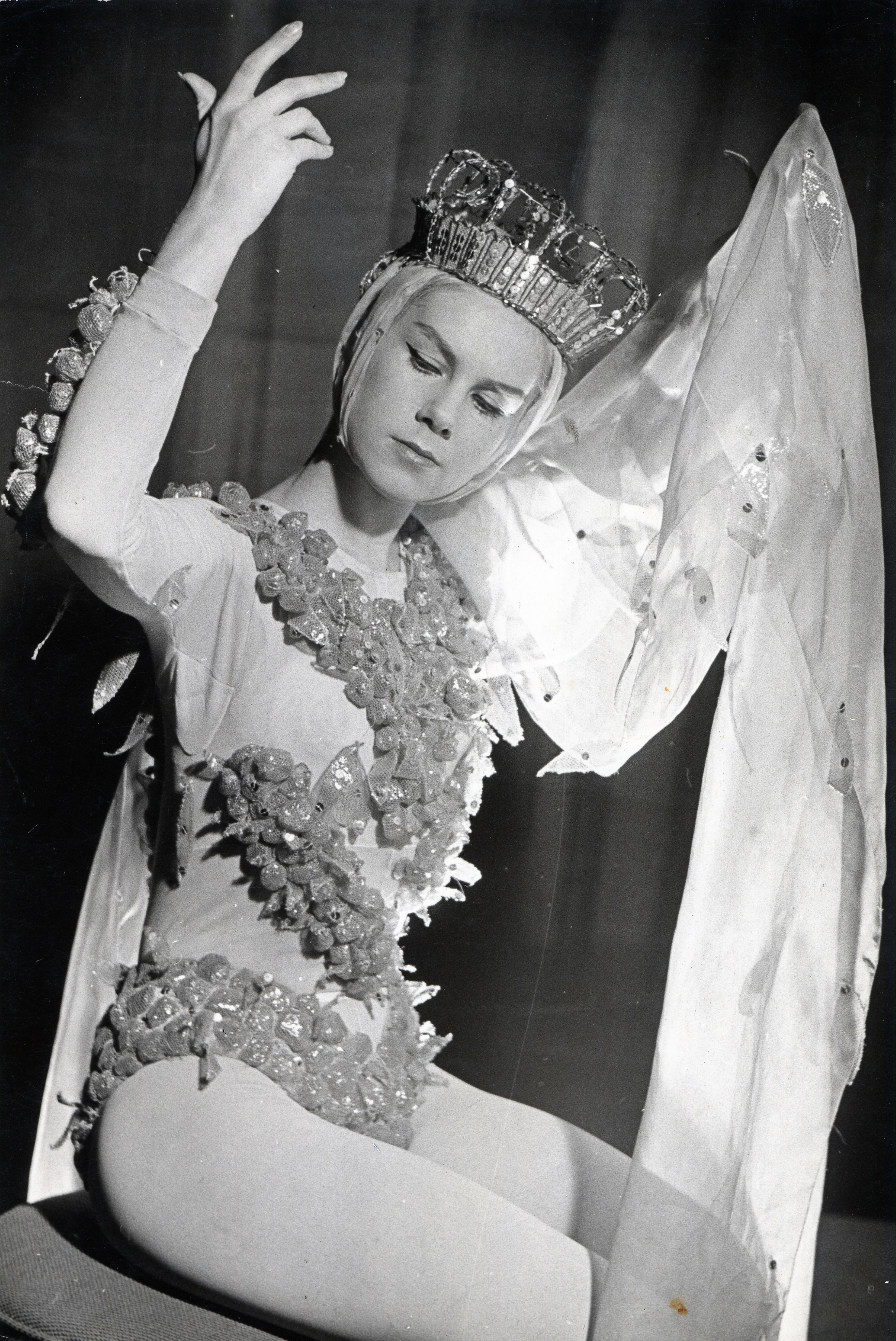
Anna Deręgowska jako Wiesłana w balecie „Bursztynowa Panna”, 1961 rok

- Anna Deręgowska jako Julia i Kazimierz Milczyński jako Romeo w balecie „Romeo i Julia”, 1963 rokAnna Deręgowska jako Wiesłana w balecie „Bursztynowa Panna”, 1961 rok Julia – „Romeo i Julia”, S.S. Prokofiew[1]

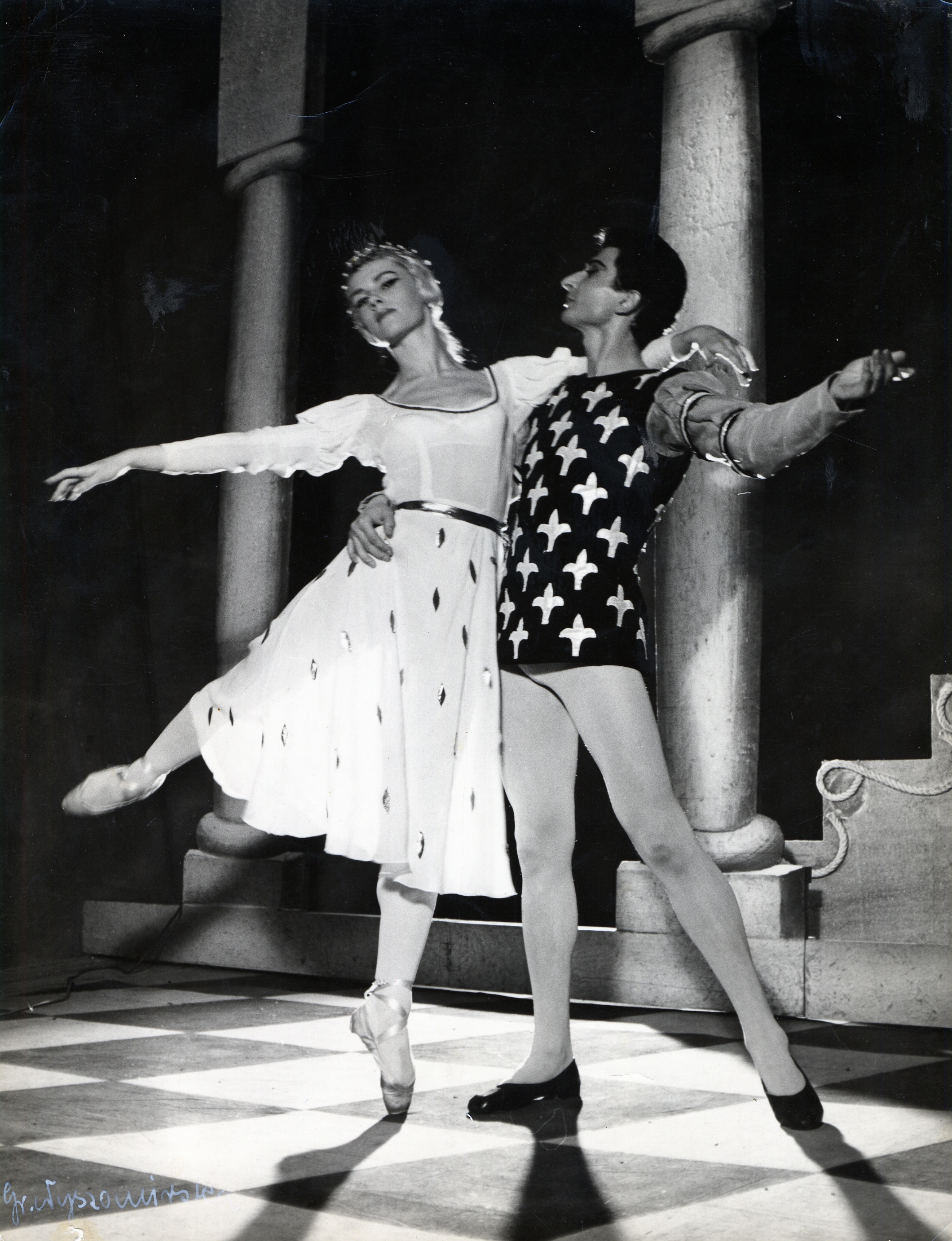
Anna Deręgowska jako Julia i Kazimierz Milczyński jako Romeo w balecie „Romeo i Julia”, 1963 rok

- Róża Infantki – „Dziecko i czaryi”, M. Ravel[10]
- Carewna – „Ognisty Ptak”, I. Strawiński[12]
- Wiesłana – „Bursztynowa Panna”, A Świeżyński[10]
- Tamara Karsawina – „Duch róży”, C. M. von Weber[13]